# Puchar Europy Mistrzyń Krajowych siatkarek (1984/1985)
Puchar Europy Mistrzyń Krajowych 1985 – 25. sezon Pucharu Europy Mistrzyń Krajowych rozgrywanego od 1960 roku, organizowanego przez Europejską Konfederację Piłki Siatkowej (CEV) w ramach europejskich pucharów dla żeńskich klubowych zespołów siatkarskich "starego kontynentu".

## Drużyny uczestniczące
- Euran Raiku
- SC Traktor Schwerin
- Dilbeek Itterbeek
- Sollentuna Sztokholm
- AEL Limassol
- Dinamo Tirana
- Ruda Hvezda Praga
- Mladost Zagrzeb
- Helsingor KFUM
- Ubbink Orion
- Tungsram Budapeszt
- Atlético Madryt
- Olympic Luksemburg
- Uni Lausanne
- CSM Clamart
- Leixoes Matosinhos
- Post Wiedeń
- Hapoel Naaman
- Lewski-Spartak Sofia
- Filathlitikos Saloniki
- Sortland IL
- Hillingdon VC
- ADK Ałma-Ata
- CSKA Sofia
- Olimpia Rawenna
- Eczacıbaşı Stambuł
- SV Lohhof

## Rozgrywki

### Runda wstępna
| Data       | Drużyna 1            | Wynik | Drużyna 2              | Sety                     |
| ---------- | -------------------- | ----- | ---------------------- | ------------------------ |
| 04.11.1984 | Euran Raiku          | 0:3   | SC Traktor Schwerin    | 0:15, 6:15, 8:15         |
| 11.11.1984 | Euran Raiku          | 0:3   | SC Traktor Schwerin    | 0:15, 5:15, 1:15         |
|            |                      |       |                        |                          |
|            | Dilbeek Itterbeek    | 2:3   | Sollentuna Sztokholm   |                          |
|            | Dilbeek Itterbeek    | 3:1   | Sollentuna Sztokholm   |                          |
|            |                      |       |                        |                          |
|            | AEL Limassol         | 0:3   | Dinamo Tirana          | walkower                 |
|            |                      |       |                        |                          |
| 04.11.1984 | Ruda Hvezda Praga    | 3:0   | Mladost Zagrzeb        | 15:11, 15:2, 15:7        |
| 11.11.1984 | Ruda Hvezda Praga    | 3:1   | Mladost Zagrzeb        | 15:5, 15:9, 10:15, 15:8  |
|            |                      |       |                        |                          |
| 04.11.1984 | Helsingor KFUM       | 1:3   | Ubbink Orion           | 5:15, 15:10, 11:15, 5:15 |
| 11.11.1984 | Helsingor KFUM       | 0:3   | Ubbink Orion           | 10:15, 14:16, 11:15      |
|            |                      |       |                        |                          |
|            | Tungsram Budapeszt   | 3:0   | Atlético Madryt        |                          |
|            | Tungsram Budapeszt   | 3:0   | Atlético Madryt        |                          |
|            |                      |       |                        |                          |
| 04.11.1984 | Olympic Luksemburg   | 0:3   | Uni Lausanne           | 1:15, 1:15, 9:15         |
|            | Olympic Luksemburg   | 0:3   | Uni Lausanne           |                          |
|            |                      |       |                        |                          |
| 04.11.1984 | CSM Clamart          | 3:0   | Leixoes Matosinhos     | 15:7, 15:4, 15:5         |
|            | CSM Clamart          | 3:0   | Leixoes Matosinhos     |                          |
|            |                      |       |                        |                          |
| 04.11.1984 | Post Wiedeń          | 3:0   | Hapoel Na'aman         | 15:4, 15:2, 15:5         |
|            | Post Wiedeń          | 3:0   | Hapoel Na'aman         |                          |
|            |                      |       |                        |                          |
|            | Lewski-Spartak Sofia | 3:0   | Filathlitikos Saloniki |                          |
|            | Lewski-Spartak Sofia | 3:0   | Filathlitikos Saloniki |                          |
|            |                      |       |                        |                          |
| 04.11.1984 | Sortland IL          | 1:3   | Hillingdon VC          |                          |
|            | Sortland IL          | 0:3   | Hillingdon VC          |                          |

### Runda 1/8
| Data       | Drużyna 1          | Wynik | Drużyna 2            | Sety                            |
| ---------- | ------------------ | ----- | -------------------- | ------------------------------- |
|            | ADK Ałma-Ata       | 3:0   | SC Traktor Schwerin  | 15:7, 15:9, 15:12               |
|            | ADK Ałma-Ata       | 3:1   | SC Traktor Schwerin  | 15:13 7:15, 15:4, 15:7          |
|            |                    |       |                      |                                 |
|            | Dilbeek Itterbeek  | 0:3   | CSKA Sofia           |                                 |
|            | Dilbeek Itterbeek  | 1:3   | CSKA Sofia           |                                 |
|            |                    |       |                      |                                 |
| 01.12.1984 | Olimpia Rawenna    | 3:0   | Dinamo Tirana        | 15:10, 20:18, 15:2              |
| 08.12.1984 | Olimpia Rawenna    | 1:3   | Dinamo Tirana        | 15:9, 7:15, 12:15, 5:15         |
|            |                    |       |                      |                                 |
| 01.12.1984 | Ubbink Orion       | 2:3   | Ruda Hvezda Praga    | 6:15, 15:10, 15:9, 4:15, 3:15   |
| 09.12.1984 | Ubbink Orion       | 1:3   | Ruda Hvezda Praga    | 7:15, 15:12, 5:15, 9:15         |
|            |                    |       |                      |                                 |
| 01.12.1984 | Eczacıbaşı Stambuł | 2:3   | Tungsram Budapeszt   | 10:15, 15:13 13:15, 15:7, 11:15 |
|            | Eczacıbaşı Stambuł | 0:3   | Tungsram Budapeszt   |                                 |
|            |                    |       |                      |                                 |
| 01.12.1984 | CSM Clamart        | 1:3   | Uni Lausanne         | 5:15, 15:11, 11:15, 10:15       |
| 09.12.1984 | CSM Clamart        | 0:3   | Uni Lausanne         | 11:15, 12:15, 12:15             |
|            |                    |       |                      |                                 |
| 01.12.1984 | SV Lohhof          | 3:0   | Post Wiedeń          | 15:1, 16:14, 15:4               |
| ::.12.1984 | SV Lohhof          | 3:1   | Post Wiedeń          |                                 |
|            |                    |       |                      |                                 |
|            | Hillingdon VC      | 0:3   | Lewski-Spartak Sofia |                                 |
| :          | Hillingdon VC      | 0:3   | Lewski-Spartak Sofia |                                 |

### Ćwierćfinał
| Data       | Drużyna 1            | Wynik | Drużyna 2          | Sety                            |
| ---------- | -------------------- | ----- | ------------------ | ------------------------------- |
| 09.01.1985 | CSKA Sofia           | 0:3   | ADK Ałma-Ata       | 7:15, 6:15, 8:15                |
| 16.01.1985 | CSKA Sofia           | 1:3   | ADK Ałma-Ata       | 6:15, 6:15, 15:13, 3:15         |
|            |                      |       |                    |                                 |
| 09.01.1985 | Ruda Hvezda Praga    | 0:3   | Olimpia Rawenna    | 11:15, 12:15, 4:15              |
| 16.01.1985 | Ruda Hvezda Praga    | 1:3   | Olimpia Rawenna    | 14:16 6:15, 15:8, 12:15         |
|            |                      |       |                    |                                 |
| 09.01.1985 | Uni Lausanne         | 2:3   | Tungsram Budapeszt | 10:15, 6:15, 15:7, 16:14, 9:15  |
| 16.01.1985 | Uni Lausanne         | 1:3   | Tungsram Budapeszt | 8:15, 15:17, 15:13, 9:15        |
|            |                      |       |                    |                                 |
| 09.01.1985 | Lewski-Spartak Sofia | 2:3   | SV Lohhof          | 9:15, 15:12, 16:14, 8:15, 5:15  |
| 16.01.1985 | Lewski-Spartak Sofia | 2:3   | SV Lohhof          | 15:12 13:15, 15:12, 14:16, 9:15 |

### Turniej finałowy
Forlì
Tabela
| Lp. | Drużyna            | Pkt | Mecze | Mecze | Mecze | Sety | Sety | Sety  |
| Lp. | Drużyna            | Pkt | M     | W     | P     | wyg. | prz. | ratio |
| --- | ------------------ | --- | ----- | ----- | ----- | ---- | ---- | ----- |
| 1   | ADK Ałma-Ata       | 6   | 3     | 3     | 0     | 9    | 1    | 9.000 |
| 2   | Olimpia Rawenna    | 5   | 3     | 2     | 1     | 7    | 4    | 1.750 |
| 3   | Tungsram Budapeszt | 4   | 3     | 1     | 2     | 4    | 8    | 0.500 |
| 4   | SV Lohhof          | 3   | 3     | 0     | 3     | 2    | 9    | 0.222 |

Wyniki
| Data       | Drużyna 1          | Wynik | Drużyna 2          | Sety                              |
| ---------- | ------------------ | ----- | ------------------ | --------------------------------- |
| 08.02.1985 | ADK Ałma-Ata       | 3:0   | Tungsram Budapeszt | 15:7, 15:8, 15:11                 |
| 08.02.1985 | Olimpia Rawenna    | 3:0   | SV Lohhof          | 15:3, 15:8, 15:8                  |
|            |                    |       |                    |                                   |
| 09.02.1985 | Tungsram Budapeszt | 3:2   | SV Lohhof          | 15:10, 15:17, 15:12, 12:15, 15:12 |
| 09.02.1985 | ADK Ałma-Ata       | 3:1   | Olimpia Rawenna    | 15:6, 12:15, 15:11, 15:6          |
|            |                    |       |                    |                                   |
| 10.02.1985 | ADK Ałma-Ata       | 3:0   | SV Lohhof          | 15:4, 15:10, 15:10                |
| 10.02.1985 | Olimpia Rawenna    | 3:1   | Tungsram Budapeszt | 11:15, 15:4, 15:6, 15:6           |

## Klasyfikacja końcowa
| Miejsce | Drużyna            |
| ------- | ------------------ |
| złoto   | ADK Ałma-Ata       |
| srebro  | Olimpia Rawenna    |
| brąz    | Tungsram Budapeszt |
| 4.      | SV Lohhof          |